# Parc aquatique de Munsu
 (octobre 2023).
Si vous disposez d'ouvrages ou d'articles de référence ou si vous connaissez des sites web de qualité traitant du thème abordé ici, merci de compléter l'article en donnant les références utiles à sa vérifiabilité et en les liant à la section « Notes et références ».
Le parc aquatique de Munsu (coréen : 문수 물놀이 장) est un parc aquatique géré par l'État situé à l'est de Pyongyang, en Corée du Nord, qui a ouvert au public en novembre 2013. Le parc couvre une superficie de 15 hectares et contient des activités intérieures et extérieures disponibles toute l'année.

## Cérémonie d'achèvement
La cérémonie d'achèvement du parc a eu lieu le 15 octobre 2013, en présence des chefs des forces armées et de hauts fonctionnaires du gouvernement. Le premier ministre de la Corée du Nord, Pak Pong-ju, a prononcé un discours disant que « Le parc aquatique est l'édifice construit grâce à l'esprit du personnel de l'armée populaire coréenne de mener à bien tout projet et de ses qualités de combat alors qu'ils sont prêts à aplatir même une haute montagne en réponse chaleureuse à l'ordre du commandant suprême. »

## Installations
Le parc a des piscines intérieure et extérieure, 14 toboggans aquatiques, un terrain de volley, un terrain de basket, un mur d'escalade, un coiffeur ainsi qu'un restaurant buffet, un café et un bar. Une statue grandeur nature de Kim Jong-il se trouve dans le foyer de la piscine intérieure.

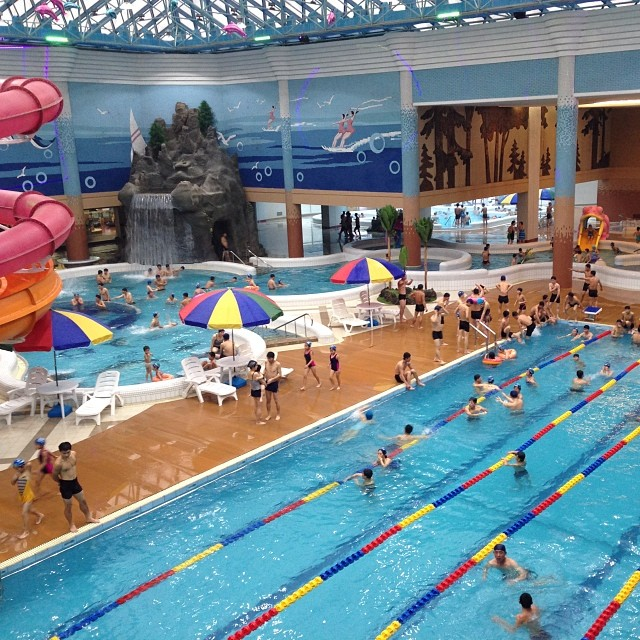
Piscines du parc aquatique.
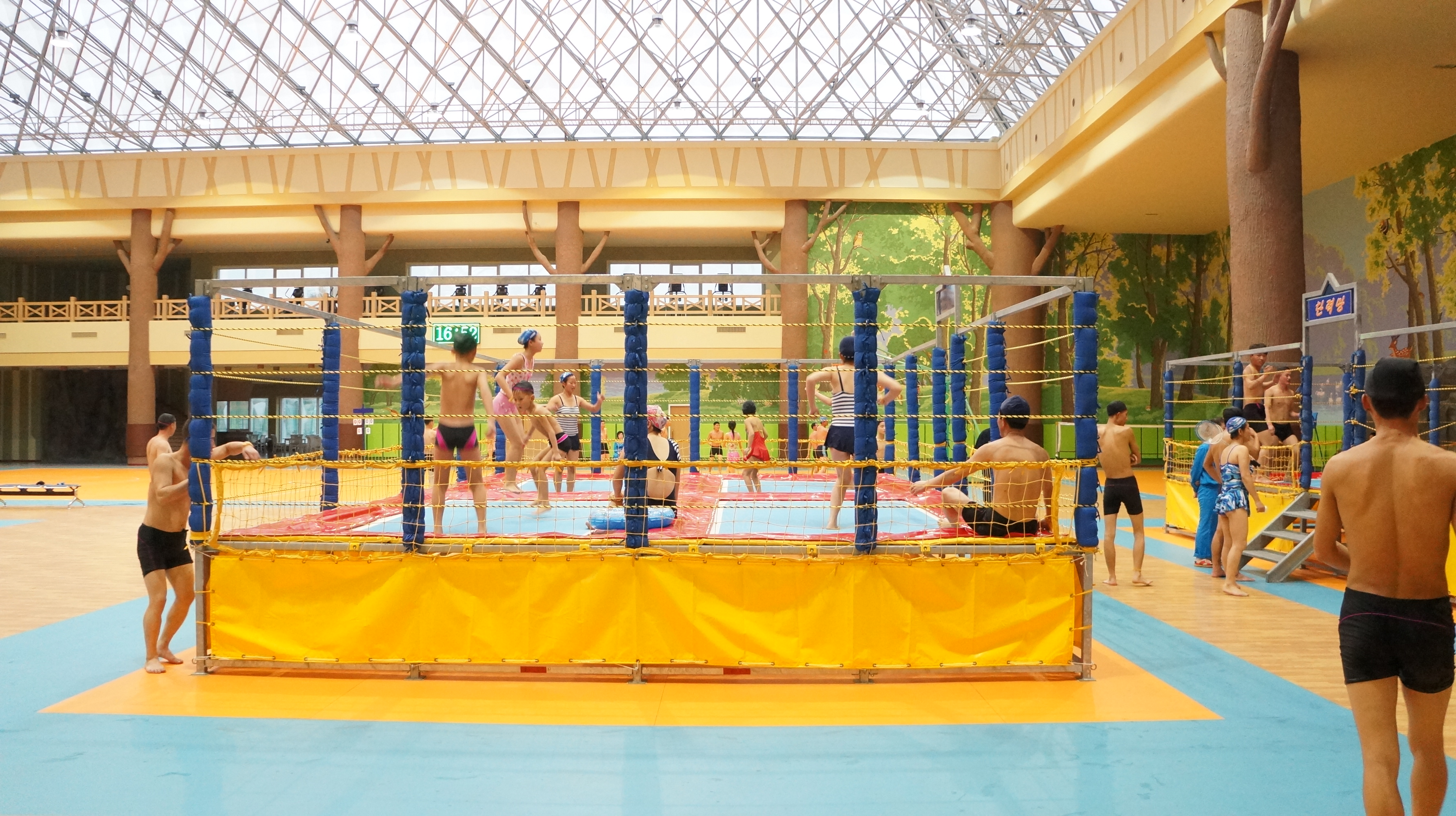
Sports d'intérieur.
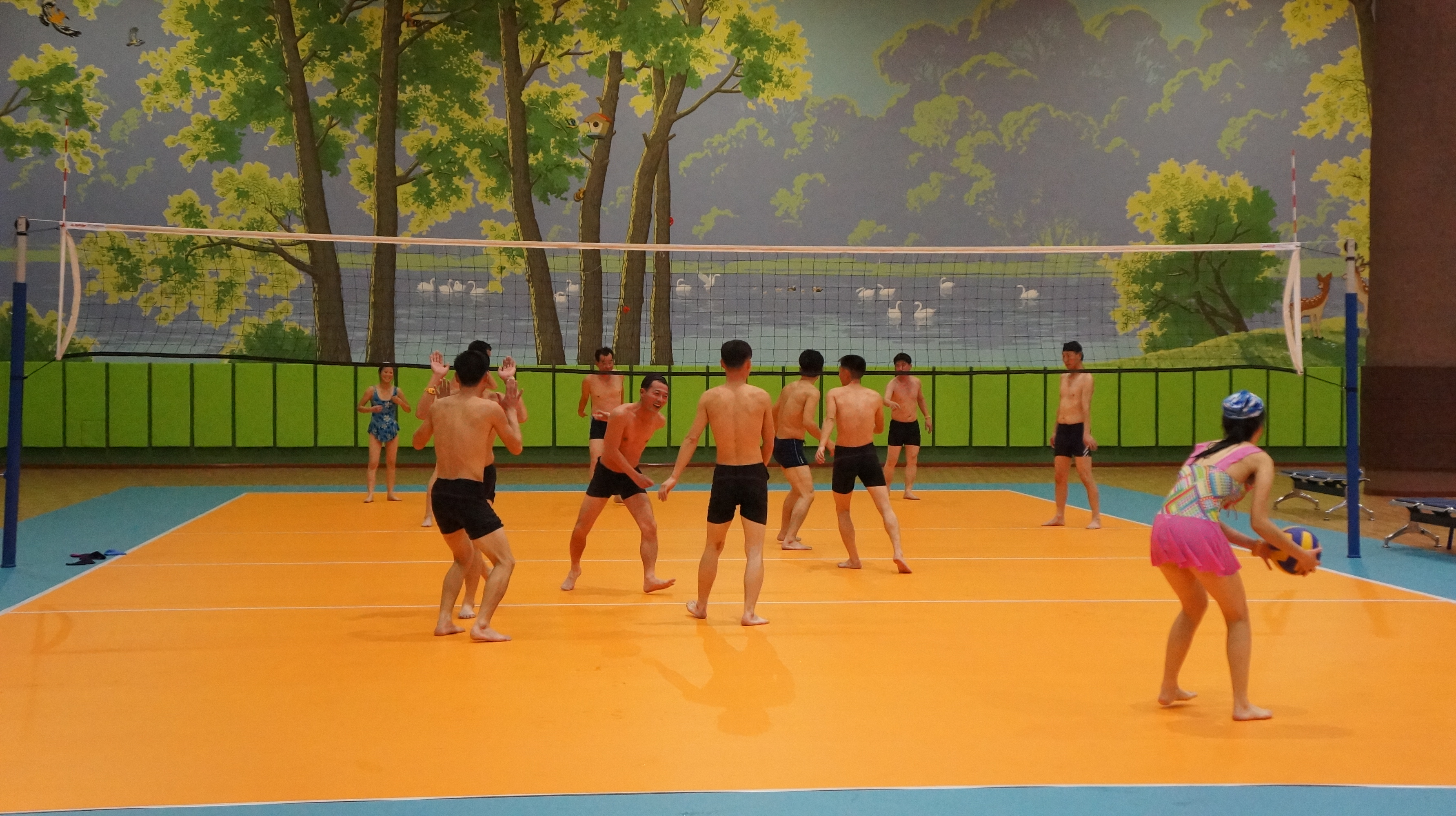
Terrain de volley.